# وزارة الدفاع الوطني (تركيا)
وزارة الدفاع الوطني في تركيا (بالتركية: Millî Savunma Bakanlığı) هي وزارة حكومية في جمهورية تركيا، ومسؤولة عن التنسيق والإشراف على جميع وكالات ومهام الحكومة المعنية مباشرة بالأمن القومي والقوات المسلحة التركية. يقع مقرها الرئيسي في العاصمة أنقرة، يرأس وزارة الدفاع الوطني وزير الدفاع الوطني خلوصي آكار،وهو وزير في مجلس الوزراء ويرفع تقاريره مباشرة إلى رئيس الجمهورية في تركيا.

## المؤسسات التابعة
الإدارات والمصانع التابعة لوزارة الدفاع الوطني:
- مجلس تفتيش العدالة العسكرية
- المحكمة العسكرية العليا للإدارة
- المحكمة العسكرية العليا
- وزارة شؤون العدالة العسكرية
- قسم البحث والتطوير
- قسم الخطط والسياسة والاتفاقيات
- قسم التوظيف
- قسم المشتريات المحلية
- قسم المشتريات الأجنبية
- قسم البناء والعقارات
- قسم المعرفة الفنية
- إدارة البنية التحتية لحلف الناتو
- مصنع شركة الصناعات الميكانيكية والكيميائية
- مصنع الصناعات الفضائية التركية
- مصنع المنتجات الصيدلانية
- القيادة Karapınar رماية المدى
- زويد الوقود وقيادة عملية إطلاق النار لحلف الناتو
- القيادة العامة لرسم الخرائط
- دائرة المالية
- وكالة الصناعات الدفاعية